# René Leibowitz
René Leibowitz (geboren 17. Februar 1913 in Warschau, Russisches Kaiserreich; gestorben 28. August 1972 in Paris) war ein französischer Dirigent, Musikpädagoge, Schriftsteller und Komponist lettisch-polnischer Herkunft.

## Leben
Leibowitz wuchs in einer liberalen jüdischen Familie in Warschau auf und zog um 1929 nach Berlin und von dort nach Paris. Die deutsche Judenverfolgung in Frankreich während des Zweiten Weltkriegs überlebte er im Untergrund.
Leibowitz setzte sich als Interpret wie als Lehrer und Publizist besonders für die Musik der Zweiten Wiener Schule um Arnold Schönberg ein: zunächst in seiner Wahlheimat Frankreich (noch im Untergrund während der deutschen Besetzung), nach 1945 auch in Deutschland. Seit Ende der 1940er Jahre wirkte er als Lehrer bei den Kranichsteiner/Darmstädter Ferienkursen für Neue Musik. In dieser und anderen Funktionen wurde Leibowitz zur Schlüsselfigur für die Verbreitung von Ästhetik und Technik der Zwölftonmusik in der europäischen Nachkriegsavantgarde.
Zu seinen Schülern gehören die Komponisten Pierre Boulez, Hermann Meier, Serge Nigg,  Vinko Globokar, Mikis Theodorakis, André Casanova, Antoine Duhamel, Norbert Moret, Hans Werner Henze, Jan(et) Maguire, Pierre Henry, Jacques-Louis Monod, Keith Humble, Allan Pettersson, Hans Ulrich Engelmann, der Dirigent Diego Masson, der Schlagzeuger Jean-Pierre Drouet und der Pianist Claude Helffer.
Seine persönliche und künstlerische Nähe zu den Literaten Georges Bataille, Tristan Tzara, Raymond Queneau, Michel Leiris und Georges Limbour hat sich in zahlreichen Vertonungen ihrer Werke manifestiert. Auch Freunden wie dem Galeristen Daniel-Henry Kahnweiler, dem bildenden Künstler André Masson, dem Philosophen Maurice Merleau-Ponty und dem Sozialanthropologen Claude Lévi-Strauss hat Leibowitz eigene Kompositionen gewidmet.
Die Musik des handwerklich am Modell insbesondere Arnold Schönbergs, Anton Weberns und Alban Bergs geschulten Komponisten René Leibowitz  hat sich oberflächlicher Beurteilung und Kategorisierung mit den Augen der Avantgarde stets entzogen. Ihre Qualitäten – die Verbindung von linearer Polyphonie, rhetorischem Ausdruck mit struktureller Eleganz, aber auch Sinnlichkeit und Transparenz des Klanges (jedoch Verzicht auf elektronische Klangerzeugung) – wurden aufgrund entsprechender kategorischer Vorbehalte lange nicht gebührend wahrgenommen. In jüngster Zeit findet sie zunehmend Beachtung.
Als wichtigste Schallplatteneinspielungen des Dirigenten René Leibowitz gelten die antiromantischen Interpretationen der Beethoven-Sinfonien, die Ersteinspielungen der Gurre-Lieder von Arnold Schönberg (1953) auf Langspielplatte und wichtiger Operetten von Jacques Offenbach. Besonders wertvoll sind auch zwei Opern-Querschnitte aus Manon Lescaut (Puccini) und Manon (Massenet), die von RCA in Deutschland unter dem Titel „Ein Porträt der Manon“ angeboten wurden. In Deutschland dirigierte Leibowitz u. a. die  Sinfonieorchester des Westdeutschen Rundfunks und Norddeutschen Rundfunks und die Berliner Philharmoniker (1964).
Wichtigster Partner als Interpret und Interpretationstheoretiker war Leibowitz der Geiger Rudolf Kolisch. Mit den Komponisten und Interpreten Erich Itor Kahn, Eduard (Edward) Steuermann und Paul Dessau war er befreundet, ebenso mit Theodor W. Adorno.
René Leibowitz war ein Cousin des jüdischen Religionsphilosophen Jeschajahu Leibowitz.

## Werke

### Kompositionen
- Klaviersonate op. 1 (1939)
- Zehn Kanons für Bläsertrio op. 2 (1939)
- Streichquartett Nr. 1 op. 3 (1940)
- Symphonie op. 4 (1941)
- Doppelkonzert für Violine, Klavier und 17 Instrumente op. 5 (1942)
- Sechs Lieder für Bass und Klavier op. 6 (1938–1942)
- Tourist Death, Konzertarie für Sopran und Kammerorchester (T: Archibald MacLeish) op. 7 (1943)
- Quatre Pièces pour Piano. Vier Klavierstücke. Op. 8 (1943). Universal-Edition, Wien 1947
- Drei Lieder für Sopran und Klavier (T: Pablo Picasso) op. 9 (1943)
- Kammerkonzert für neun Instrumente op. 10 (1944)
- Bläserquintett op. 11 (1944)
- Sonate für Violine und Klavier op. 12a (1944)
- Sonate für Flöte und Klavier op. 12b (1944)
- Empedokles für gemischten Chor a cappella (T: Friedrich Hölderlin)  op. 13 (1944/45)
- Variationen für Orchester op. 14 (1945)
- L’explication des Metaphores/Explanation of Metaphors (T: Raymond Queneau) op. 15 (1947)
- Kammerkonzert für zwölf Instrumente op. 16 (1948)
- La Nuit Close, Musikdrama in drei Aufzügen (T: Georges Limbour) op. 17 (1947–50)
- Vier Lieder für Sopran und Klavier (T: Michel Leiris) op. 18 (1949)
- Drei Klavierstücke op. 19 (1949)
- Klaviertrio op. 20 (1950)
- L’Emprise du Donné op. 21 (1950)
- Streichquartett Nr. 2 op. 22 (1950)
- Duo for Cello and Piano op. 23 (1951)
- Perpetuum Mobile: The City – A Dramatic Symphony for Narrator and Orchestra (T: William Carlos Williams) op. 24 (1951)
- Fünf Lieder für Sopran und Klavier op. 25 (1951)
- Streichquartett Nr. 3 op. 26 (1951)
- Fantasie für Klavier op. 27 (1952)
- Sechs kurze Klavierstücke op. 28 (1952)
- Five Pieces for Clarinet and Piano op. 29 (1952)
- La Circulaire de Minuit, Oper in drei Aufzügen (T: Georges Limbour) op. 30 (1953)
- Sechs Orchesterstücke op. 3 1 (1954)
- Concerto für Klavier und Orchester op. 32 (1954)
- Träume vom Tod und vom Leben – Eine Symphonie für Soli, Sprecher, gemischten Chor und Orchester (T: Hans Arp) op. 33 (1954–55)
- Vier Lieder für Sopran und Klavier (T: James Joyce) op. 34 (1954)
- Concertino für Viola und Kammerorchester op. 35 (1954)
- Rhapsodie Concertante für Violine und Klavier op. 36 (1955)
- La Notte (T: Angelo Poliziano), Epigramma (T: Torquato Tasso) und A se stesso (T: Giacomo Leopardi) für gemischten Chor op. 37 (1955)
- Serenade für Bariton und acht Instrumente (T: Friedrich Hölderlin, Clemens Brentano) op. 38 (1955)
- Symphonische Fantasie für Orchester op. 39 (1956)
- The Renegade für gemischten Chor und Instrumente (T: Lionel Abel) op. 4 0 (1956)
- Capriccio für hohen Sopran und neun Instrumente (T: Friedrich Hölderlin) op. 41 (1956)
- Streichtrio op. 42 (1956)
- Sonata quasi una Fantasia für Klavier op. 43 (1957)
- Humoresque für sechs Schlagzeuger op. 44 (1957)
- Streichquartett Nr. 4 op. 45 (1958)
- Trois Poèmes de Georges Limbour für Sopran und sechs Instrumente (T: Georges Limbour) op. 46 (1958)
- Concertino für Klavier vierhändig op. 47 (1958)
- Ouvertüre für Orchester op. 48 (1958)
- Damocles, Liederzyklus für Sopran und Klavier (T: Michel Leiris) op. 49 (1958)
- Concerto für Violine und Orchester op. 50 (1958)
- Drei Bagatellen für Streichorchester op. 51 (1958)
- Art for Art’s Sake – A Fantasia for Jazz Orchestra op. 52 (1959)
- Concertino für Posaune und Orchester op. 53 (1960)
- Marijuana – Variations non sérieuses op. 54 (1960)
- Sinfonietta da Camera op. 55 (1961)
- Fantasie für Violine Solo op. 56 (1961)
- Introduktion, Trauermarsch und Fanfare op. 57 (1961)
- Concerto für Violoncello und Orchester op. 58 (1962)
- Streichquartett Nr. 5 op. 59 (1963)
- Les Espagnols à Vénise – Opera buffa in einem Akt (T: Georges Limbour) op. 60 (1964)
- Quatre bagatelles für Posaune und Klavier op. 61 (1963)
- Toccata pour piano op. 62 (1964)
- Symphonische Rhapsodie für Orchester op. 63 (1965)
- Trois Ètudes miniatures für Klavier op. 64 (1965)
- Streichquartett Nr. 6 op. 65 (1965)
- Suite für Violine und Klavier op. 66 (1965)
- Zwei Lieder für Sopran und Klavier (T: Aimé Cesaire) op. 67 (1965)
- A Prayer – A Symphonic Cantata für Mezzosopran, Männerchor und Orchester (T: James Joyce) op. 68 (1965)
- Sonatina für Flöte, Viola und Harfe op. 69 (1966)
- Trois Caprices für Vibraphon op. 70 (1966)
- Two Settings after William Blake für gemischten Chor (T: William Blake) op. 71 (1966)
- Streichquartett Nr. 7 op. 72 (1966)
- Trois Poèmes de Georges Bataille für Bass und Klavier (T: Georges Bataille) op. 73 (1966)
- Motifs für Sprecher und Instrumente (T: Georges Limbour) op. 74 (1967)
- Petite Suite für Klavier op. 75 (1966)
- Deux Poèmes für Sopran und Klavier (T: Michel Leiris) op. 76a (1966)
- Chanson Dada, drei Melodramen für Kinderstimme und Instrumente (T: Tristan Tzara) op. 76b (1966)
- Sonnet für Sopran und fünf Instrumente (T: E.e.cummings) op. 77 (1967)
- Rondo capriccioso für Klavier op. 78 (1967)
- Capriccio für Flöte und Streicher op. 79 (1967)
- Vier Lieder für Bass und Klavier (T: Carl Einstein) op. 80 (1967)
- Suite für neun Instrumente op. 81 (1967)
- Legend für Sopran, Klavier und Orchester (T: Hart Crane) op. 82 (1968)
- Streichquartett Nr. 8 op. 83 (1968)
- Saxophonquartett op. 84 (1969)
- Labyrinthe, Musikdrama in einem Aufzug (T: René Leibowitz n. Charles Baudelaire) op. 85 (1969)
- Vier Lieder für Bass und Klavier (T: Paul Celan) op. 86 (1969)
- Tre Intermezzi per pianoforte op. 87 (1970)
- Laboratoire Central – Short Cantata für Sprecher, Frauenchor und Instrumente (T: Max Jacob) op. 88 (1970)
- Szene und Arie für Sopran und Orchester (T: Georg Heym) op. 89 (1970). Paris 1970
- Klarinettensextett op. 90 (1970)
- Todos Caeràn, Oper in 2 Aufzügen und 5 Bildern (T: René Leibowitz) op. 91 (1971)
- Trois Poèmes de Pierre Reverdy für Vokalquartett und Klavier (T: Pierre Reverdy) op. 92 (1971)
- Streichquartett Nr. 9 op. 93 (1972)

### Publikationen
- Schoenberg et son Ecole. Paris 1947
- Introduction à la musique de douze sons. Paris 1949
- L’Artiste et sa Conscience. Paris 1950
- L’Évolution de la Musique de Bach à Schoenberg. Paris 1951
- Sibelius, le plus mauvais compositeur du monde. Paris 1955
- Histoire de l’Opéra. Paris 1957
- Erich Itor Kahn. Un grand représentant de la musique contemporaine. (mit Konrad Wolff) Paris 1958
- Thinking for Orchestra. Practical exercises in orchestration. (mit Jan Maguire) New York 1960
- Schoenberg. Éditions du Seuil, Paris 1969 (Solfèges)
- Le compositeur et son double. Essais sur l’interprétation musicale. Paris 1971
- Les Fantômes de l’Opéra. Essais sur le théatre lyrique. Paris 1972
- Rudolf Kolisch, René Leibowitz: Aufführungsprobleme im Violinkonzert von Beethoven. In: Musica. 33, 1979. S. 148